# Cabeceiras de Basto
Cabeceiras de Basto és un municipi portuguès del districte de Braga, a la regió del Nord i a la Subregió de l'Ave. L'any 2001 tenia 17.846 habitants. Limita al nord amb Montalegre, al nord-est amb Boticas, a l'est amb Ribeira de Pena, al sud-est amb Mondim de Basto, al sud amb Celorico de Basto, a l'oest amb Fafe i al nord-oest amb Vieira do Minho. Es divideix en 17 freguesies: Abadim, Alvite, Arco de Baúlhe, Basto, Bucos, Cabeceiras de Basto, Cavez (antigament Cavês), Faia, Gondiães, Outeiro, Painzela, Passos, Pedraça, Refojos de Basto, Rio Douro, Vila Nune i Vilar de Cunhas.
| Població del concelho de Cabeceiras de Basto (1801 – 2004) | Població del concelho de Cabeceiras de Basto (1801 – 2004) | Població del concelho de Cabeceiras de Basto (1801 – 2004) | Població del concelho de Cabeceiras de Basto (1801 – 2004) | Població del concelho de Cabeceiras de Basto (1801 – 2004) | Població del concelho de Cabeceiras de Basto (1801 – 2004) | Població del concelho de Cabeceiras de Basto (1801 – 2004) | Població del concelho de Cabeceiras de Basto (1801 – 2004) | Població del concelho de Cabeceiras de Basto (1801 – 2004) |
| ---------------------------------------------------------- | ---------------------------------------------------------- | ---------------------------------------------------------- | ---------------------------------------------------------- | ---------------------------------------------------------- | ---------------------------------------------------------- | ---------------------------------------------------------- | ---------------------------------------------------------- | ---------------------------------------------------------- |
| 1801                                                       | 1849                                                       | 1900                                                       | 1930                                                       | 1960                                                       | 1981                                                       | 1991                                                       | 2001                                                       | 2004                                                       |
| 8224                                                       | 14087                                                      | 16284                                                      | 17273                                                      | 21141                                                      | 18997                                                      | 16368                                                      | 17846                                                      | 17775                                                      |